# アイシィー湾
アイシィー湾（Icy Bay）とは、北アメリカ大陸北西部の太平洋沿岸に存在する、湾の1つである。

## 概要
アイシィー湾は、おおよそ北緯59度59分24秒、西経141度23分25秒付近に位置している。したがって、アラスカ湾の奥に存在する小さな湾である。ただし、元々この湾は、その湾口まで付近の山々から流れ降ってくる幾つかの氷河が合流しながら流れることによって、常に氷河に覆われていた。そして、湾口の部分で氷河の一部が崩れて氷塊を分離することによって、直接アラスカ湾に氷山を放流していた。しかし、これは20世紀初頭までのことであって、以降、この湾を覆っていた氷河は急速に後退（つまり融解）することで、この湾が出現した。つまりアイシィー湾は、20世紀の間に氷河が後退したことで現れた湾なのである。20世紀の間に、この湾を覆っていた幾つかの氷河は、合わせて48km以上も後退し、結果として、その氷河の流れていた場所がアイシィー湾となった。

## 周辺の氷河
アイシィー湾に奥には、かつてこの湾を覆っていた、ギヨー氷河（Guyot Glacier）やヤットセ氷河（Yahtse Glacier）などが存在している。

### ギヨー氷河
（Guyot Glacierの記事には、1977年9月撮影のギヨー氷河の写真が掲載されているので、興味のある人はそちらも参照。）
ギヨー氷河（Guyot Glacier）とは、北アメリカ大陸の北西部に存在し、太平洋岸へと流れる、氷河の1つである。

#### ギヨー氷河の概要
ギヨー氷河は、おおよそ北緯60度10分、西経141度39分付近に位置している。この場所は、ロビンソン山脈（Robinson Mountains）の東端部に当たる。ギヨー氷河は、Yaga Peakの北約9kmの場所から、東南東のアイシィー湾の方向に流れ出している。20世紀初頭まではアイシィー湾を氷河で覆うのに寄与していた氷河の1つであったものの、その後の100年で急速に後退して、アイシィー湾を覆わないようになってしまった。1991年現在で、ギヨー氷河の長さは約55km、幅は最大の場所で約13kmであった。なお、この氷河の「ギヨー（Guyot）」という名称は、アーノルド・ヘンリー・ギヨー（Arnold Henry Guyot）の姓から取られたものである。

#### ギヨー氷河の参考文献
- John B. Anderson, Gail Mowry Ashley (1991). "Glacial Marine Sedimentation: Paleoclimatic Significance." Geological Society of America. ISBN 0-8137-2261-6

### ヤットセ氷河
（Yahtse Glacierの記事には、1977年撮影のヤットセ氷河の写真が掲載されているので、興味のある人はそちらも参照。）
ヤットセ氷河（Yahtse Glacier）とは、北アメリカ大陸の北西部に存在し、太平洋岸へと流れる、氷河の1つである。

#### ヤットセ氷河の概要
ヤットセ氷河は、おおよそ北緯60度18分、西経141度44分付近に位置している。ヤットセ氷河は、ミラー山（Mt. Miller）の南東斜面から、アイシィー湾に向けて流れ出している。20世紀初頭まではアイシィー湾を氷河で覆うのに寄与していた氷河の1つであったものの、その後の100年で急速に後退して、アイシィー湾を覆わないようになってしまった。2007年現在、ヤットセ氷河の長さは約64kmで、アイシィー湾に直接注いでいた。

#### ヤットセ氷河の参考文献
- USGS Bering Glacier B-2 (AK) Topo Map. Topozone.comのサイトより 2007年01月24日閲覧

## 利用
現在アイシィー湾には、海上で行うシーカヤックを愛好する人々がしばしば訪れている。彼らは、アイシィー湾に来る手段として、ヤクタトから小型飛行機を用いるのが普通である。